# Канаямасан-Мару
Канаямасан-Мару — транспортне судно, яке під час Другої світової війни взяло участь операціях японських збройних сил на Борнео та Соломонових островах.

## Передвоєнна історія
Вантажне судно Канаямасан-Мару спорудили в 1941 році на верфі компанії Harima Zosensho в Айой для компанії Kaburagi Kisen.
20 листопада 1941-го його реквізували для потреб Імперського флоту Японії.

## Операція на Борнео
29 грудня 1941-го судно вийшло з Куре та 6 січня 1942-го прибуло до порту Давао (південне узбережжя філіппінського острова Мінданао). 14—17 січня воно перейшло до острова Таракан біля північно-східного узбережжя Борнео, де увійшло до складу загону, котрий мав захопити Балікпапан.
Під вечір 21 січня Канаямасан-Мару (котре мало на борту 2-й будівельний загін) та ще 16 транспортів вийшли з Таракану та попрямували на південь. 23 січня на переході конвой був атакований літаками, котрим вдалось потопити один з транспортів. Інші ввечері того ж дня прибули до Балікпапану та почали висадку десанту. У перші години 24 січня американські есмінці атакували транспорти вторгнення та змогли потопити і пошкодити кілька з них, проте Канаямасан-Мару не постраждав.
5—10 лютого 1942-го судно перейшло з Балікпапану до Давао, а 21 лютого покинуло цей порт і 2 березня повернулось до Куре.
До кінця весни 1943-го Канаямасан-Мару відвідало Моджі (острів Кюсю, в часи Другої світової був головними воротами, через які відбувались рейси до азійських портів), Йокосуку, Нагою, Шимоносекі, Кобе, Нагасакі, Отару (острів Хоккайдо), Цукумі та Омуту (острів Кюсю), Парамушир (Курильські острови), Чіннампо (корейский порт на Жовтому морі в усті річки Тедонган), Інчхон (ще один порт на Жовтому морі західніше від Сеула), Такао (наразі Гаосюн на Тайвані), Гонконг.

## Рейс до архіпелагу Бісмарка та на Соломонові острови
19—27 травня 1943-го Канаямасан-Мару у складі конвою K-519 здійснило перехід з Саєкі (Кюсю) до Палау (важливий японський транспортний хаб у західній частині Каролінських островів). 4 червня судно покинуло Палау разом з конвоєм P-604 та 11 червня прибуло до Рабаулу — головної передової бази японців на Новій Британії, з якої провадились операції на Соломонових островах та сході Нової Гвінеї.
22 червня — 1 липня судно здійснило круговий рейс до Буки — порта на однойменному острові біля північного узбережжя більшого острова Бугенвіль. 10—18 липня воно повторило рейс у цей район, тільки до Буїна на південному узбережжі Бугенвіля.
26 липня Канаямасан-Мару у складі конвою O-604 вийшов назад до Палау та прибув сюди 2 серпня. Далі 13—22 серпня він перейшов до Моджі разом із конвоєм FU-207. З 24 серпня по 11 вересня 1943-го судно пройшло ремонт на верфі Harima Zosensho в Айой.

## Другий рейс в архіпелаг Бісмарка
22 вересня — 2 жовтня 1943-го Канаямасан-Мару у складі конвою O-209 знову здійснило перехід з Саєкі до Палау. А 15 жовтня воно прибуло до Рабаулу разом з конвоєм SO-806.
2 листопада американська авіація завдала потужного удару по Рабаулу. Канаямасан-Мару при цьому не постраждало та змогло провести буксирування пошкоджених транспортів Хакутецу-Мару № 3 і Хокуйо-Мару. Також Канаямасан-Мару надало допомогу в ремонті судну Хакусан-Мару.
20 листопада Канаямасан-Мару вийшло на Трук у складі конвою № 1210. 22 листопада в районі за чотири сотні кілометрів північніше від Нового Ганноверу конвой знов атакували B-24, які змогли потопити Канаямасан-Мару. При цьому загинуло два члени екіпажу.